# Hamburger Verein für Luftfahrt

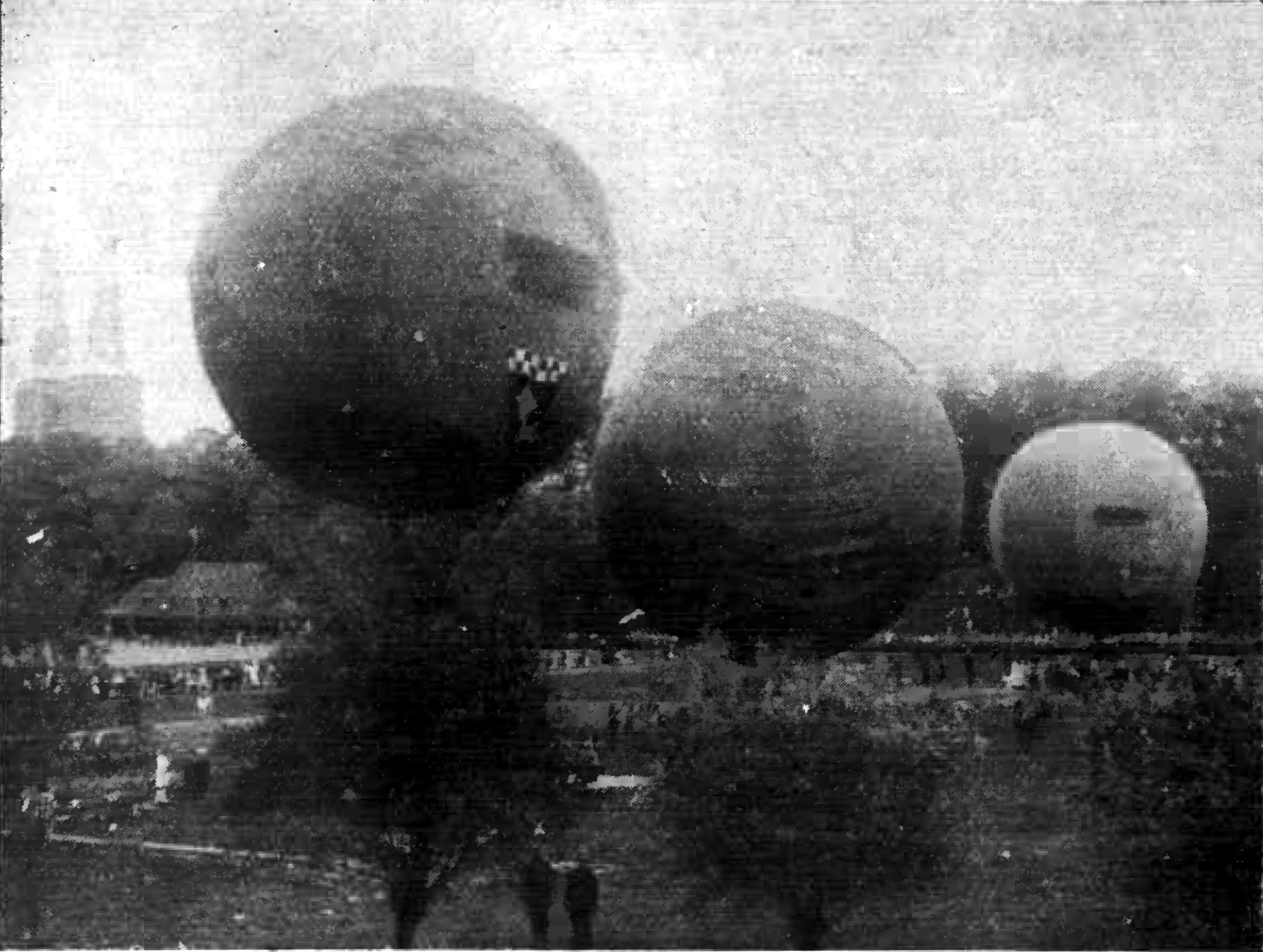
700-Jahr-Feier in Lübeck. Die gefüllten Ballons der Hansestädte kurz vor der Abfahrt: „Bremen“, „Hamburg“, „Lübeck“.

Der Hamburger Verein für Luftfahrt e. V. (HVL) ist einer der ältesten Luftsportvereine in Deutschland. Gegründet wurde er 1908 unter anderem von Hamburgs Bürgermeister Johann Georg Mönckeberg sowie anderen Hamburger Persönlichkeiten wie Edmund Siemers und ist noch heute aktiv und erfolgreich im Luftsport vertreten.
Angefangen hat alles 1908 mit Freiballonfahrten, nach dem Zweiten Weltkrieg war der HVL der erste zivile Nutzer des Flughafens Fuhlsbüttel in Hamburg und betrieb nur noch den Segelflug, bis dieser 1952 zum Verkehrsflughafen wurde. Daraufhin bekam der HVL das neue Segelfluggelände in den Boberger Dünen im Südosten Hamburgs zur Verfügung gestellt. Das Gelände liegt heute mitten im Naturschutzgebiet Boberger Niederung.
Der HVL ist mit 180 Mitgliedern einer der größten Segelflugvereine in Deutschland sowie in der Welt.